# Riunoguers
Riunoguers (francès: Riunoguès) és un poble de la comuna de Morellàs i les Illes, a la comarca del Vallespir (Catalunya Nord). La comuna de Riunoguers havia estat creada el 1790, i va conservar la seva independència municipal fins al 1972, any en què, juntament amb la veïna comuna de les Illes fou agregada a la de Morellàs, creant així la comuna actual.
Està situat en el sector de llevant del terme comunal, al sud-est de Morellàs i al nord-est de les Illes.

## Etimologia
Tot i que a primera vista, el nom del poble sembla un compost de les paraules riu i noguer o noguera, és a dir, una vall drenada per un riu on abunden les nogueres, no és ben bé així. Joan Coromines explica explica a l'Onomasticon Cataloniae que si bé el primer formant és clarament riu, del riuus llatí, el segon no és el que dona el nom de la noguera, sinó amnis naucaria, contret en naucaria ja en llatí mateix, que indicava el transport de troncs d'arbres lligats entre ells i barranquejats riu avall. Avalen aquesta tesi, segons el mateix Coromines, les diferents formes documentades del poble i la seva vall: villa de Rivonugario (974), Noagario (possible error per Naogario) i Rium Nogarium (982), etc.

## Geografia
L'antic terme de Riunoguers, de 70.800 hectàrees d'extensió, constitueix tot el sector oriental de l'actual terme de Morellàs i les Illes. És al sud-est i est del de Morellàs i al nord-est del de les Illes. Al bell mig de l'antic terme es troba el poble de Riunoguers, format a l'entorn de l'església parroquial de Sant Miquel de Riunoguers, construcció romànica. És a la dreta del còrrec de Coma Boquera.
L'antic terme de Riunoguers, tot i ser el vessant septentrional de l'extrem oriental de la Serra de les Salines, té unes alçades força més moderades que les del veí terme de les Illes: el punt més elevat és el Puig de Calmelles, de 735,5 m alt, situat a prop de l'extrem sud-est del terme. Des d'aquesta muntanya, el termenal meridional de Riunoguers davallava de primer cap al sud-oest fins al Pla de les Bateries (nom aplicat a la Jonquera) o Pla del Perer (a Morellàs i les Illes), a uns 720 m alt, i després torcia cap a ponent per adreçar-se al Coll de Portells, a 688,6 m alt, on es trobava el límit amb els termes de Morellàs, les Illes, la Jonquera i Agullana, com es veurà més endavant. Des del Puig de Calmelles cap al nord continuava el termenal amb la Jonquera seguint la carena principal d'aquest sector dels Pirineus, cap al Pla Capità, el Coll del Teixó, a 687,7 m alt, el Puig del Coll del Teixó, de 674,5, el Coll del Pomer, a 615,8, el Coll del Priorat, a 457,5, i el Pic del Priorat, de 489,2, on el termenal, encara amb la Jonquera, gira cap al sud-est i en un tram curt arriba al triterme amb la Jonquera i el Pertús.
Des d'aquest punt, a 456,8 m alt, el termenal s'adreça cap al nord, fent un gir a llevant del Mas Bardes per anar a trobar un altre triterme, ara de Riunoguers i el Pertús amb les Cluses, a 323,5 m alt. El nou termenal amb les Cluses va davallant gradualment cap a llevant de les Carboneres, on hi ha la Font d'en Flors, i, finalment, cap al Còrrec de Coma Bolquera, a 237,8 m alt, on començava el vell termenal amb Morellàs, ara inexistent.
{{Límits 
| SO = Les Illes (per un [[el trifini]])
| S = Agullana
| SE = La Jonquera
| O = 
| E = Les Cluses
El Pertús
| NE = 
| N = 
| NO = Morellàs
}}

## Història

### Edat mitjana

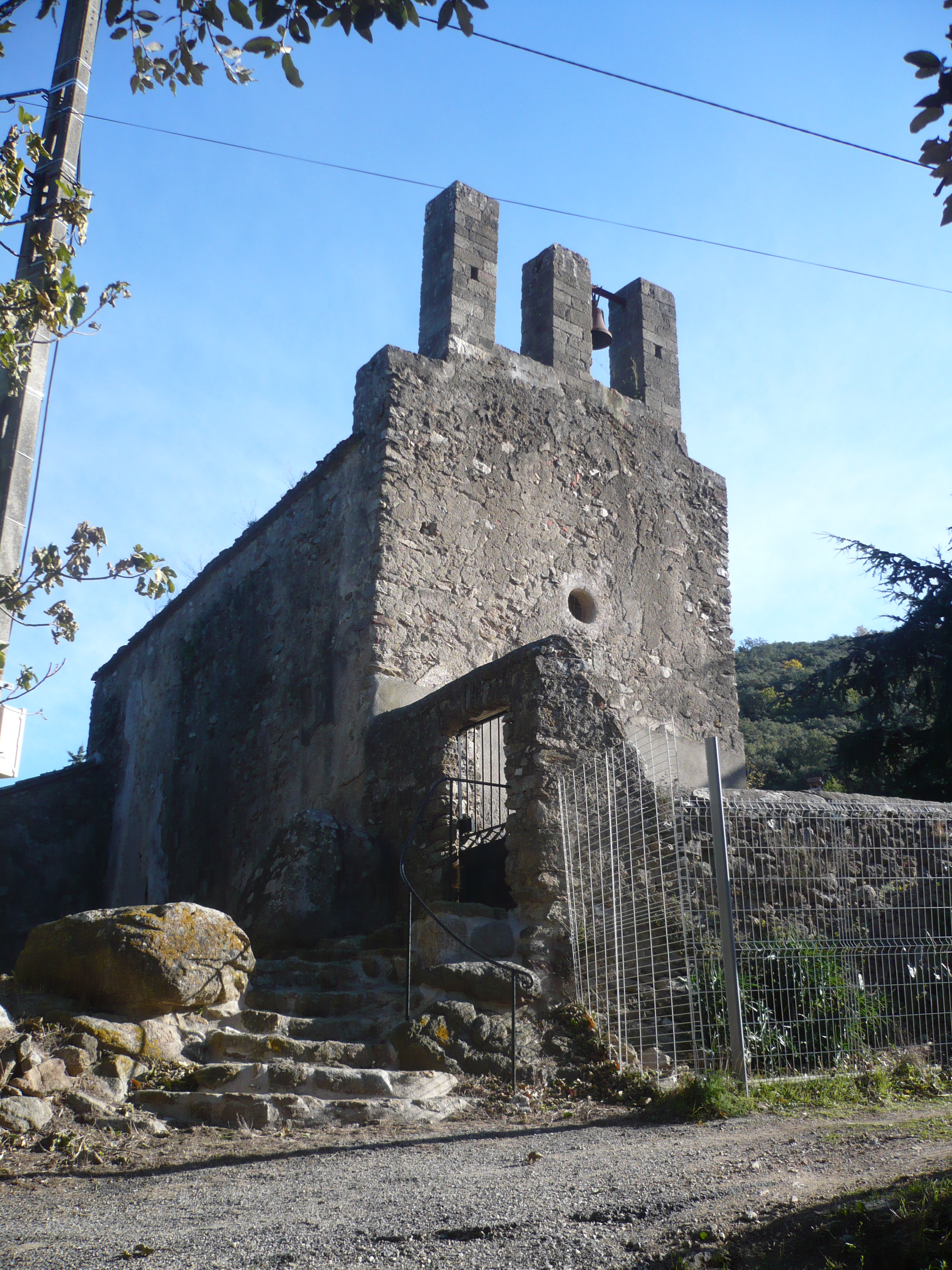
L'església parroquial de Sant Miquel

El territori de Riunoguers i la seva església pertanyien el segle X al monestir empordanès de Sant Pere de Rodes; una butlla del papa Benet VI del 974 ho confirma, amb la forma de villa de Rivonugario. El 982 apareix en un precepte del rei Lotari amb la forma Rium Nogarium, eccl. S. Michaelis, i, encara, una butlla de Joan XV, del 990, cita Rivo de Nugarios.
El 1299 Jaume II de Mallorca infeudava la justícia baixa de Riunoguers a Gallarda, vídua d'Arnau II de Sant Joan (de Pladecorts), i llur fill mantingué aquesta senyoria fins a la seva mort, sempre sota sobirania del vescomte de Rocabertí. Sense fills, la senyoria es posà a la venda el 1353.

### Edat Moderna
No consten gaires senyors de Riunoguers, però a primeries del segle xvii l'adquiriren els descendents de Pere Miró, primer teixidor de lli a les Cluses, propietari de les Illes i arrendatari dels béns i drets senyorials del Pertús i de les Cluses. El seu net Tadeu tingué el títol de baró de Riunoguers des del 1699, i el fill de Tadeu, Galderic, el seu net, Antoni Domènec, i el besnet, Antoni Miró, encara lluïren aquest títol. El darrer s'exilià a ran de la Revolució Francesa.

## Demografia

### Demografia antiga
La població està expressada en nombre de focs (f) o d'habitants (h)
| 1365 | 1643 | 1720 | 1730 | 1755 | 1767 | 1774 | 1789 | 1794 | 1795 | 1796 |
| 8 f  | 10 f | 5 f  | 13 f | 21 f | 89 h | 20 f | 14 f | 52 h | 64 h | 51 h |

Font: Pélissier, 1986.

### Demografia contemporània
| Evolució de la població |      |      |      |      |      |      |      |      |
| 1800                    | 1804 | 1806 | 1820 | 1827 | 1831 | 1836 | 1841 | 1846 |
| 66                      | 64   | 62   | 83   | 91   | 96   | 91   | 93   | 117  |

| 1851 | 1856 | 1861 | 1866 | 1872 | 1876 | 1881 | 1886 | 1891 |
| ---- | ---- | ---- | ---- | ---- | ---- | ---- | ---- | ---- |
| 92   | 89   | 91   | 81   | 150  | 75   | 90   | 90   | 74   |

| 1896 | 1901 | 1906 | 1911 | 1921 | 1926 | 1931 | 1936 | 1946 |
| ---- | ---- | ---- | ---- | ---- | ---- | ---- | ---- | ---- |
| 66   | 67   | 62   | 65   | 65   | 44   | 36   | 34   | 32   |

| 1954 | 1962 | 1968 |
| ---- | ---- | ---- |
| 27   | 25   | 14   |

Fonts: Ldh/EHESS/Cassini fins al 1999, després INSEE a partir deL 2004

## Llocs d'interès
- L'església de Sant Miquel de Riunoguers, construcció romànica.